# Torre de Pilar Fonts Barberà
La Torre de Pilar Fonts Barberà és una obra noucentista de Tarragona protegida com a Bé Cultural d'Interès Local.

## Descripció
Habitatge aïllat, que forma part de la ciutat jardí de Monguió. És de planta rectangular i dos pisos. Al centre hi ha una tribuna. A les cantonades té, a manera de torre, dues plantes més. A les façanes hi ha esgrafiats amb dibuixos geomètrics de color blau en forma de franges horitzontals i verticals.